# Ковачица (община)
Ковачица (серб. Ковачица) — община в Сербии, входит в Южно-Банатский округ автономного края Воеводина.
Население общины составляет 26 867 человек (2007 год), плотность населения составляет 64 чел./км². Занимаемая площадь — 419 км², из них 88,0 % используется в промышленных целях.
Административный центр общины — город Ковачица. Община Ковачица состоит из 8 населённых пунктов, средняя площадь населённого пункта — 52,4 км².

## Статистика населения общины
| Год  | Население, чел. |
| ---- | --------------- |
| 1991 | 29 772          |
| 2001 | 27 968          |
| 2002 | 27 922          |
| 2003 | 27 792          |
| 2004 | 27 590          |
| 2005 | 27 352          |
| 2006 | 27 081          |
| 2007 | 26 867          |

## Этническая структура
По переписи населения Сербии 2002 года основные этнические группы в общине:
- словаки — 41,07 %;
- сербы — 33,91 %;
- венгры — 10,52 %;
- румыны — 6,99 %;
- цыгане — 2,92 %;
- югославы — 1,25 %.

## Населённые пункты
На территории общины расположены 8 населённых пунктов — город Ковачица и 7 сёл: Дебеляча, Идвор, Падина, Путниково, Самош, Уздин и Црепая.

## Образование
В 2003—2004 учебном году на территории общины было 8 основных и одна средняя школа, в то время (2003—2004 гг.), там обучались 2613 учеников в основных школах и 328 учеников в средней.